# نماز وحشت
نماز وحشت، نماز شب اول قبر یا نماز لیلة الدفن، نمازی است که در نخستین شب پس از خاکسپاری فرد مسلمان شیعه، توسط دیگران برای او خوانده می‌شود. علّت نامگذاری این نماز به نماز وحشت، این است که به اعتقاد مسلمانان، فردی که از دنیا رفته، هنوز با عالم دیگر آشنایی و انسی ندارد و احساس ترس و وحشت می‌کند اما این نماز، می‌تواند وحشت را از او دور کند.

## آداب خواندن نماز

### شیوه نخست
این نماز دو رکعت است. در رکعت اول سوره حمد و آیة الکرسی و در رکعت دوم سوره حمد و ده مرتبه سوره قدر خوانده می‌شود.پس از پایان نماز گفته می شود:
اَللّهُمَّ صَلِّ عَلی مُحَمَّدٍ وَ آلِ مُحَمَّدٍ وَابْعَثْ ثَوابَها اِلی قَبْرِ فُلانِ بْنِ فُلان.
خدایا بر محمّد و خاندان محمّد درود فرست، و ثواب آن را به قبر «فلان بن فلان» بفرست. و به جای «فلان بن فلان»، نام فرد تازه درگذشته و پدرش ذکر می‌شود.

### شیوه دوم
همچنین سیّد بن طاووس از محمد روایت کرده که این نماز، دو رکعت است. در رکعت اول، پس از سوره حمد، دو مرتبه سوره توحید و در رکعت دوم بعد از سوره حمد، ده مرتبه سوره تکاثر خوانده می‌شود و بعد از پایان نماز می‌گویند:
اَللّهُمَّ صَلِّ عَلی مُحَمَّدٍ وَ آلِ مُحَمَّدٍ وَابْعَثْ ثَوابَها اِلی قَبْرِ ذلِکَ الْمَیِّتِ فُلانِ بْنِ فُلان
خداوندا، بر محمّد و خاندان محمّد درود فرست و ثواب آن را به قبر فلان میّت برسان.